# Capusa cuculloides
Capusa cuculloides là một loài bướm đêm thuộc họ Geometridae. Nó được tìm thấy ở Úc.
Con trưởng thành có cánh màu xám với các ven màu tối. Khi nghỉ chúng gập cánh dọc theo lưng.
Ấu trùng của loài này ăn lá của Eucalyptus. Ấu trùng có màu xanh với vạch màu nâu đậm ở ngực, các gạch màu nâu đậm ở trên bụng, và các lỗ thở màu trắng với viền đỏ. Các kén sau có màu đỏ. 

## Hình ảnh

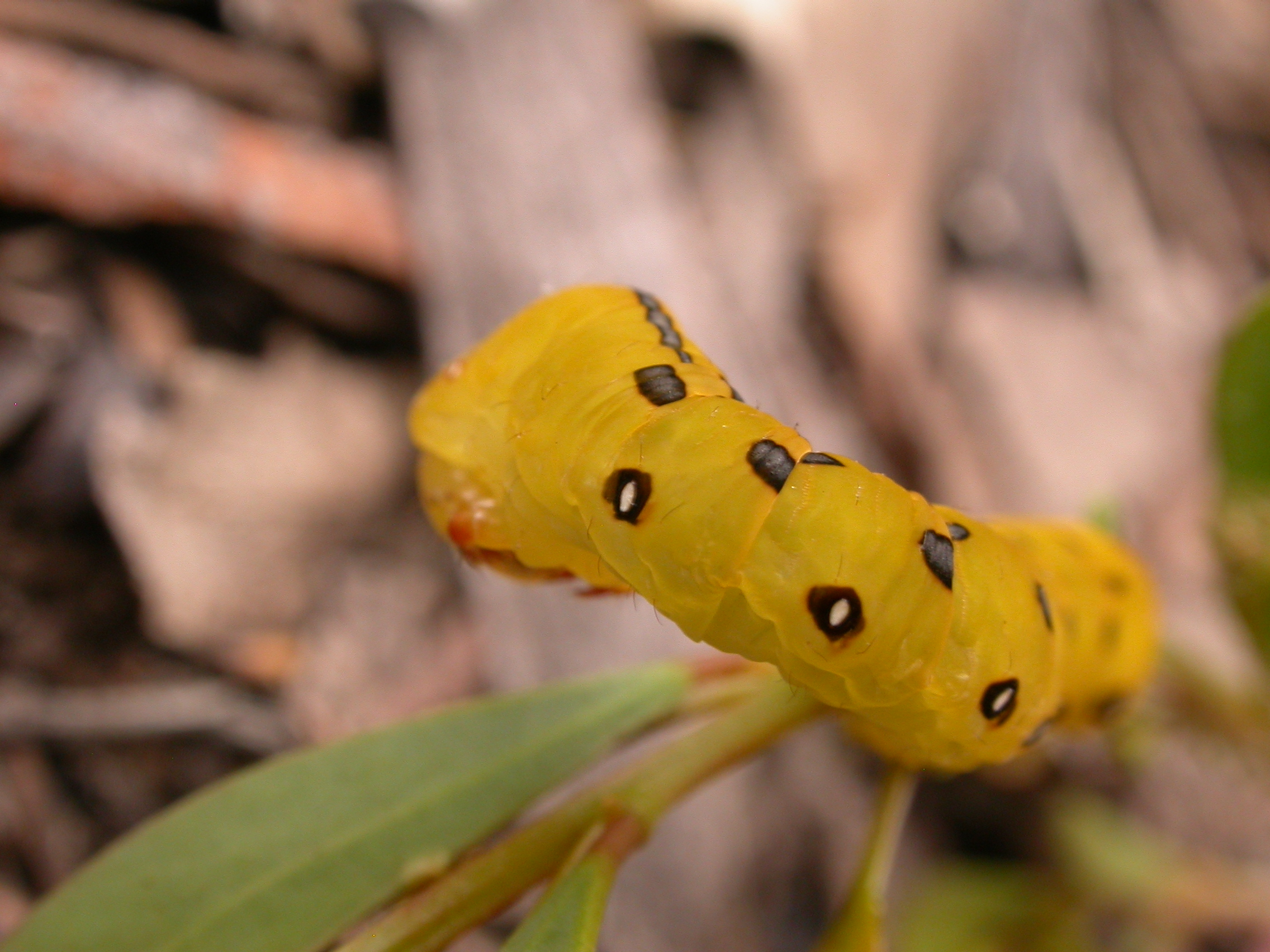
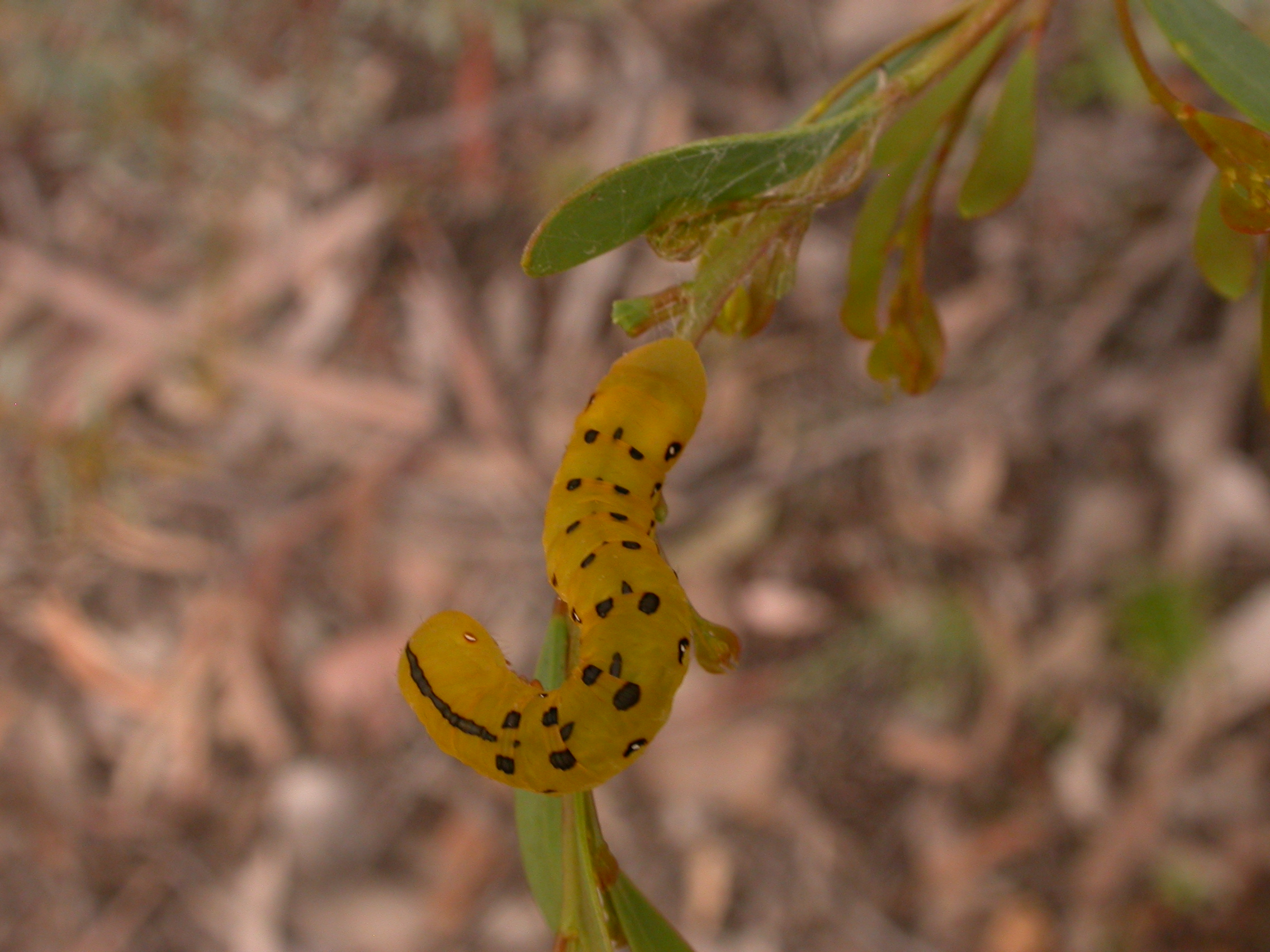